# Филлипс, Салли
Салли Филлипс (10 мая 1970 года, Гонконг) — британская актриса театра, кино и телевидения. Родилась в семье Тима Филлипса, председателя Всеанглийского клуба лаун-тенниса и крокета.

## Биография
Училась в частной школе Wycombe Abbey, после окончила Новый Колледж Оксфордского Университета с первой ученой степенью по итальянскому языку.
В 1994 году дебютировала в кино, в фильме «Fist of Fun», далее последовала камео-роль в ленте «Alas Smith and Jones». Сэлли приняла участие в девяти фестивалях Edinburgh Fringe. В 1995 году Филлипс сыграла роль репортера в пилотном проекте Криса Морриса — пародийном сериале «Brass Eye», который на тот момент времени назывался «Torque TV».
Роль ресепшиониста в ситкоме «I’m Alan Partridge» стала прорывом в её творческой карьере, и принесла ей номинацию на награду British Comedy Awards в категории «Лучшая девушка-новичок». В 1999 году Сэлли сыграла главную роль в британском комедийном сериале «Hippies». Сэлли стала сопродюсером и автором сценария комедийного скетч шоу «Smack the pony», получившего две награды Эмми.
В 2001 году актриса сыграла главную роль в сериале ВВС 1 «Rescue Me». В 2003 году британская газета The Observer включило её в список 50 самых смешных британских актёров/актрис комедийного жанра. В 2004 году сыграла Шэрон в фильме «Дневник Бриджит Джонс». Также, актриса снялась в ситкоме Эдди Иззарда «Cows», и в ошеломляюще популярном радиоситкоме ВВС «Clare in the Community». Также, актриса сыграла камео-роли в таких фильмах, как «Mean Machine», «Birthday Girl», и «Born Romantic».
В 2005 году, после долгого перерыва, Филлипс вернулась на театральную сцену, сыграв в спектакле по мотивам произведения Оскара Уайльда «The Importance of Being Earnest» на сцене независимого театра Oxford Playhouse. В 2006 году Сэлли сыграла эпизодическую роль в австралийском полнометражном фильме «BoyTown», а также снялась в роли Клэр Винчестер в фантастическом телефильме «Hyperdrive». В 2009 году Сэлли выиграла сценарный конкурс British Film Council, написав сценарий для фильма «Fag Mountain». Первым сценарием к полнометражному фильму стал сценарий к ленте «The Decoy Bride», в котором Сэлли также отметилась эпизодической ролью голливудского консультанта Эммы. Релиз фильма состоялся в феврале 2012 года, сначала на кабельном телевидении, а затем — отдельным ограниченным театральным релизом.
В декабре 2010 года актриса снялась в драме ВВС 1 «Accidental Farmer». В 2012 году Филлипс сыграла Ванду Раунд в сериале «Justin’s House».

## Личная жизнь
Сэлли Филлипс замужем за Эндрю Бермейо, с которым у них трое сыновей.

## Фильмография
| Год          |     | Русское название                     | Оригинальное название                  | Роль                                 |
| ------------ | --- | ------------------------------------ | -------------------------------------- | ------------------------------------ |
| 1995         | с   | Смит и Джонс                         | Smith and Jones                        |                                      |
| 1995—1996    | с   | Кулак веселья                        | Fist of Fun                            | Разные роли                          |
| 1997         | с   | Я – Алан Партридж                    | I'm Alan Partridge                     | Софи                                 |
| 1998         | с   | Держа ребёнка                        | Holding the Baby                       | Лора                                 |
| 1998         | с   | В долгу                              | In the Red                             | Джемма Уайт                          |
| 1999         | с   | Хиппи                                | Hippies                                | Джилл Спринт                         |
| 1999—2003    | с   | Шлёпни пони                          | Smack the Pony                         | Разные роли                          |
| 1999         | ф   | Ноттинг-Хилл                         | Notting Hill                           | Кэролайн                             |
| 2000         | тф  | Наркоманы                            | The Junkies                            | Сэл                                  |
| 2001         | ф   | Дневник Бриджит Джонс                | Bridget Jone's Diary                   | Шэрон                                |
| 2001         | ф   | Именинница                           | Birthday Girl                          | Карен                                |
| 2001         | ф   | Костолом                             | Mean Machine                           | Трэйси                               |
| 2002         | с   | Спаси меня                           | Rescue Me                              | Кэти Нэш                             |
| 2004         | ф   | Счастливый зуб                       | Tooth: Do You Believe in Fairies?      | Мамаша                               |
| 2004         | ф   | Гладиаторши                          | Gladiatress                            | Вотабатапиг                          |
| 2004         | ф   | Бриджит Джонс: Грани разумного       | Bridget Jones: The Edge of Reason      | Шэрон                                |
| 2005—2006    | с   | Зелёное крыло                        | Green Wing                             | Холли Хокс                           |
| 2006         | ф   | BoyTown                              | BoyTown                                | Холли                                |
| 2006         | ф   | BoyTown Confidential                 | BoyTown Confidential                   | Холли                                |
| 2006         | с   | Гипердвигатель                       | Hyperdrive                             | Клэр Винчестер                       |
| 2006         | с   | Потрясающая миссис Притчард          | The Amazing Mrs Pritchard              | Мэг Бэйлисс                          |
| 2006—2009    | с   | Джем и Иерусалим                     | Jam & Jerusalem                        | Наташа "Таш" Вайн                    |
| 2009—2015    | с   | Миранда                              | Miranda                                | Тилли                                |
| 2009         | с   | Молокососы                           | Skins                                  | Анджела Мун                          |
| 2009         | тф  | Свенгали                             | Svengali                               | Мишель                               |
| 2011         | ф   | Ловушка для невесты                  | The Decoy Bride                        | Эмма                                 |
| 2011         | с   | Новые трюки                          | New Tricks                             | Саманта Герсон                       |
| 2012         | с   | Родители                             | Parents                                | Дженни Поуп                          |
| 2012 — н. в. | с   | Непригодны для свиданий              | The Undateables                        | Голос за кадром                      |
| 2013         | с   | Тру́сы                                | Chickens                               | Мисс Тримбл                          |
| 2013         | с   | Что-то особенное                     | Something Special                      |                                      |
| 2013—2019    | с   | Вице-президент                       | Veep                                   | Минна Хаккинен                       |
| 2014         | с   | Суперветеринар                       | The Supervet                           | Голос за кадром                      |
| 2015         | ф   | Поджечь Тэмзу                        | Set the Thames on Fire                 | Колетт                               |
| 2015         | тф  | Нам конец! История "Папашиной армии" | We’re Doomed! The Dad’s Army Story     | Энн Крофт                            |
| 2015         | с   | Смерть в раю                         | Death in Paradise                      | Шерил Мур                            |
| 2016         | с   | Галавант                             | Galavant                               | Иванна                               |
| 2016         | с   | Убийства в Мидсомере                 | Midsomer murders                       | Люси Кэзвик                          |
| 2016         | док | Мир без синдрома Дауна?              | A World Without Down's Syndrome?       | Ведущая                              |
| 2016         | ф   | Гордость и предубеждение и зомби     | Pride and Prejudice and Zombies        | Миссис Беннет                        |
| 2016         | ф   | Бриджит Джонс 3                      | Bridget Jones's Baby                   | Шэрон                                |
| 2016         | ф   | Восставший                           | The Rizen                              | Женщина в костюме                    |
| 2016—2017    | с   | Попадец                              | Zapped                                 | Слэшер Морган                        |
| 2017         | мф  | Фердинанд                            | Ferdinand                              | Грета                                |
| 2017         | ф   | Ты, я и он                           | You, Me and Him                        | Эми                                  |
| 2017         | с   | Липсинк битва (Великобритания)       | Lip Sync Battle UK                     | Приглашённая звезда                  |
| 2017         | с   | Разрядка смехом                      | Comic_Relief                           | Соведущая                            |
| 2017         | с   | Генрих IX                            | Henry IX                               | Королева Екатерина                   |
| 2017         | с   | Больничные люди                      | Hospital People                        | Хелена Стил, министр здравоохранения |
| 2017         | с   | Таскмастер                           | Taskmaster                             | Приглашённая звезда                  |
| 2017—2018    | с   | Единственное шоу                     | The One Show                           | Приглашённая ведущая                 |
| 2017         | с   | Путешественник                       | Travel Man                             | Приглашённая звезда                  |
| 2017         | с   | Мюзикл всех звёзд                    | All Star Musicals                      | Приглашённая звезда                  |
| 2017—2018    | с   | Весьма интересно                     | QI                                     | Приглашённая звезда                  |
| 2017         | с   | Тим Вайн путешествует сквозь время   | Tim Vine Travels in Time               | Екатерина Арагонская                 |
| 2017         | ф   | Чем больше ты меня игнорируешь       | The More You Ignore Me                 | Мэри Хэнти                           |
| 2018         | ф   | Пережить Рождество с родственниками  | Surviving Christmas with the Relatives | Мириам                               |
| 2018         | с   | Супермаркет                          | Trollied                               | Лу Четтл                             |
| 2018—2019    | с   | Ловушка для туристов                 | Tourist Trap                           | Элейн Гиббонс                        |
| 2019         | с   | Год кролика                          | Year of the_Rabbit                     | Принцесса Юлиана Болгарская          |
| 2019         | ф   | Восставший: Одержимость              | The Rizen: Possession                  | Женщина в костюме                    |
| 2019         | ф   | Ослеплённый светом                   | Blinded by the Light                   | Миссис Андерсон                      |
| 2020         | с   | Ужин в пятницу вечером               | Friday Night Dinner                    | Гибби                                |
| 2020         | с   | Воскресное утро в прямом эфире       | Sunday Morning Live                    | Ведущая                              |
| 2020         | с   | Познакомьтесь с Ричардсонами         | Meet the Richardsons                   | Играет сама себя                     |
| 2021         | ф   | Сошедшие с пути                      | Off the Rails                          | Лиз                                  |
| 2023         | ф   | Любовь с первого взгляда             | Love at First Sight                    | Тесса Джонс                          |